# چرو ال لامبرو
چرو ال لامبرو (به ایتالیایی: Cerro al Lambro) یک کومونه در ایتالیا است که در استان میلان واقع شده‌است.

## خصوصیات
چرو ال لامبرو ۱۰٫۲ کیلومترمربع مساحت و ۴٬۴۴۷ نفر جمعیت دارد.